# 4073 Ruianzhongxue
A 4073 Ruianzhongxue (ideiglenes jelöléssel 1981 UE10) a Naprendszer kisbolygóövében található aszteroida. A Bíbor-hegyi Obszervatórium fedezte fel 1981. október 23-án.